# 国際
| ウィキペディアには「国際」という見出しの百科事典記事はありません（タイトルに「国際」を含むページの一覧/「国際」で始まるページの一覧）。 代わりにウィクショナリーのページ「国際」が役に立つかもしれません。 |